# Joe Simpson (hockey sur glace)
Pour les articles homonymes, voir Joe Simpson et Simpson.
Temple de la renommée : 1962
Harold Edward Joseph Simpson, surnommé Bullet Simpson, (né le 13 août 1893  à Selkirk dans la province du Manitoba, au Canada – mort le 25 décembre 1973 à Coral Gables en Floride, États-Unis) est un joueur professionnel canadien de hockey sur glace qui évoluait au poste de défenseur .

## Biographie
En raison de la Première Guerre mondiale, il est décidé de n'avoir qu'une seule ligue de hockey dans tout le Manitoba pour la saison 1915-1916. Pour montrer le support de la ligue à l'effort de guerre, il est décidé de renommer la Winnipeg Hockey League en Winnipeg Patriotic Hockey League. Simpson joue cette saison avec le 61e bataillon de Winnipeg et il remporte la Coupe Allan.
En 1922-1923, alors qu'il joue avec les Eskimos d'Edmonton de la Western Canada Hockey League, il joue la finale de la Coupe Stanley ; les Eskimos sont battus deux matchs à zéro par les Sénateurs d'Ottawa. En 1925-1926, il rejoint les Americans de New York dans la Ligue nationale de hockey.

## Statistiques
| Saison     | Équipe                    | Ligue         |                            | Saison régulière           | Saison régulière           | Saison régulière           | Saison régulière           | Saison régulière           |                            | Séries éliminatoires       | Séries éliminatoires       | Séries éliminatoires       | Séries éliminatoires | Séries éliminatoires |
| Saison     | Équipe                    | Ligue         | PJ                         | B                          | A                          | Pts                        | Pun                        | PJ                         | B                          | A                          | Pts                        | Pun                        |                      |                      |
| 1912-1913  | Strathconas de Winnipeg   | MHL Sr.       |                            |                            |                            |                            |                            | 2                          | 0                          | 0                          | 0                          | 0                          |                      |                      |
| 1913-1914  | Fishermen de Selkirk      | WHL Jr.       | 11                         | 12                         | 0                          | 12                         |                            |                            |                            |                            |                            |                            |                      |                      |
| 1914-1915  | Victorias de Winnipeg     | MHL Sr.       | 8                          | 8                          | 2                          | 10                         | 16                         |                            |                            |                            |                            |                            |                      |                      |
| 1915-1916  | 61e bataillon de Winnipeg | MHL-Sr.       | 8                          | 9                          | 2                          | 11                         | 24                         | 2                          | 1                          | 0                          | 1                          | 4                          |                      |                      |
| 1915-1916  | 61e bataillon de Winnipeg | Coupe Allan   | -                          | -                          | -                          | -                          | -                          | 5                          | 4                          | 2                          | 6                          | 2                          |                      |                      |
| 1918-1919  | Fishermen de Selkirk      | MHL-Sr.       | 4                          | 0                          | 0                          | 0                          | 0                          | 4                          | 3                          | 2                          | 5                          | 2                          |                      |                      |
| 1919-1920  | Fishermen de Selkirk      | MHL-Sr.       | 10                         | 19                         | 4                          | 23                         | 6                          |                            |                            |                            |                            |                            |                      |                      |
| 1920-1921  | Eskimos d'Edmonton        | Big-4         | 15                         | 2                          | 6                          | 8                          | 21                         |                            |                            |                            |                            |                            |                      |                      |
| 1921-1922  | Eskimos d'Edmonton        | WCHL          | 25                         | 21                         | 12                         | 33                         | 15                         | 2                          | 1                          | 0                          | 1                          | 2                          |                      |                      |
| 1922-1923  | Eskimos d'Edmonton        | WCHL          | 30                         | 15                         | 14                         | 29                         | 6                          | 2                          | 0                          | 0                          | 0                          | 0                          |                      |                      |
| 1922-1923  | Eskimos d'Edmonton        | Coupe Stanley | -                          | -                          | -                          | -                          | -                          | 2                          | 0                          | 1                          | 1                          | 0                          |                      |                      |
| 1923-1924  | Eskimos d'Edmonton        | WCHL          | 30                         | 10                         | 4                          | 14                         | 6                          |                            |                            |                            |                            |                            |                      |                      |
| 1924-1925  | Eskimos d'Edmonton        | WCHL          | 28                         | 11                         | 12                         | 23                         | 16                         |                            |                            |                            |                            |                            |                      |                      |
| 1925-1926  | Americans de New York     | LNH           | 32                         | 2                          | 2                          | 4                          | 2                          |                            |                            |                            |                            |                            |                      |                      |
| 1926-1927  | Americans de New York     | LNH           | 43                         | 4                          | 2                          | 6                          | 39                         |                            |                            |                            |                            |                            |                      |                      |
| 1927-1928  | Americans de New York     | LNH           | 24                         | 2                          | 0                          | 2                          | 32                         |                            |                            |                            |                            |                            |                      |                      |
| 1928-1929  | Americans de New York     | LNH           | 43                         | 3                          | 2                          | 5                          | 29                         | 2                          | 0                          | 0                          | 0                          | 0                          |                      |                      |
| 1929-1930  | Americans de New York     | LNH           | 44                         | 8                          | 13                         | 21                         | 41                         |                            |                            |                            |                            |                            |                      |                      |
| 1930-1931  | Americans de New York     | LNH           | 42                         | 2                          | 0                          | 2                          | 13                         |                            |                            |                            |                            |                            |                      |                      |
| 1931-1932  | Eagles de New Haven       | Can-Am        |                            |                            |                            |                            |                            |                            |                            |                            |                            |                            |                      |                      |
| 1932-1933  | Bulldogs de Windsor       | LIH           |                            | 1                          | 0                          | 1                          | 2                          |                            |                            |                            |                            |                            |                      |                      |
| 1932-1933  | Castors de Québec         | Can-Am        | 1                          | 0                          | 0                          | 0                          | 0                          |                            |                            |                            |                            |                            |                      |                      |
| 1937-1938  | Millers de Minneapolis    | AHA           | 1                          | 0                          | 0                          | 0                          | 0                          |                            |                            |                            |                            |                            |                      |                      |
| 1938-1939  | Clippers de Miami         | THL           | Statistiques indisponibles | Statistiques indisponibles | Statistiques indisponibles | Statistiques indisponibles | Statistiques indisponibles | Statistiques indisponibles | Statistiques indisponibles | Statistiques indisponibles | Statistiques indisponibles | Statistiques indisponibles |                      |                      |
| Totaux LNH | Totaux LNH                | Totaux LNH    | 228                        | 21                         | 19                         | 40                         | 156                        | 2                          | 0                          | 0                          | 0                          | 0                          |                      |                      |